# The Elder Scrolls V: Skyrim
The Elder Scrolls V: Skyrim je igra igranja vlog razvijalca Bethesda Game Studios in založnika Bethesda Softworks. Je peti del serije video iger The Elder Scrolls, kronološko sledi igri The Elder Scrolls IV: Oblivion. Izdana je bila 11. novembra 2011 za Microsoft Windows, PlayStation 3 in Xbox 360. Izdane so bile tri razširitve, Dawnguard, Hearthfire in Dragonborn. Igra je bila izdana skupaj z vsemi razširitvami v kompilaciji The Elder Scrolls V: Skyrim - Legendary Edition.
Zgodba Skyrima se vrti okrog igralca, ki mora poraziti božanskega zmaja Alduina, prvorojenca glavnega božanstva Tamriela, Akatosha. Alduinu je prerokovano, da bo uničil svet. Igra je postavljena dvesto let po Oblivionu. Odvija se v deželi Skyrim, kjer se po umoru kralja vname državljanska vojna med cesarskimi legionarji (Imperials) in uporniki pod kraljem Nordov Ulfricom (Stormcloaks). Kot je značilno za serijo The Elder Scrolls, pušča Skyrim igralcu mnogo svobode in ga ne primora slediti glavni zgodbi.

## Glavna zgodba
Na začetku igre legionarji protagonistu in skupini zajetih upornikov, med katerimi je tudi njihov vodja, kralj Ulfric, privedejo v mesto Helgen. Čeprav igralec ni del upora, ga legionarji obsodijo na smrt z obglavitvijo. Tik pred usmrtitvijo mesto napade zmaj Alduin, zaradi česar protagonist pobegne skozi podzemne prehode.
Igralec se nato odpravi v vasico Riverwood, od tam pa v mesto Whiterun, kjer ga jarl pošlje po artefakt Dragonstone — predmet, ki razkriva lokacije zmajskih grobov. Po vrnitvi stražarji sporočijo, da je zmaj napadel bližnji stražni stolp, zato mora igralec zmaja premagati. Po zmagi nad zmajem protagonist absorbira njegovo dušo, zaradi česar ga stražarji prepoznajo kot "Dragonborna" — osebo s človeškim telesom in zmajevo dušo, ki ima sposobnost absorbiranja zmajskih duš ter uporabe Thu'uma, mogočen krik z izjemno močjo. Po zmagi na vrhu gore Throat of the World Dragonborna pričakajo "Graybeards", modreci, ki ga začnejo usposabljati za uporabo Thu'uma.
Med urjenjem Dragonborn spozna Delphine, ki mu pomaga vdreti v veleposlaništvo Thalmorja, vilinske oblasti iz Aldmeri Dominiona, saj sumita, da so odgovorni za zmajeve napade. Tam igralec odkrije, da Thalmor išče Esberna, strokovnjaka za prerokbo o Alduinovi vrnitvi. Dragonborn reši Esberna pred agenti Thalmorja, ki ga skupaj z Delphine pripeljeta do templja, kjer je na zidu upodobljen prejšnji poraz Alduina. Esbern razbere, da so starodavni Nordi uporabili poseben krik, Dragonrend, ki zmaje prisili, da pristanejo na tla in postanejo ranljivi. Dragonborn se vrne k Graybeardom v upanju, da mu bodo znali pomagati pri učenju tega krika, vendar mu svetujejo, naj obišče njihovega vodjo Paarthurnaxa. Paarthurnax, za katerega se razkrije, da je zmaj, pojasni, da nihče živ ne pozna tega krika, zato mora Dragonborn poiskati Elder Scroll, starodavni zvitek, uporabljen pri prejšnjem izgonu Alduina.
Dragonborn najde Elder Scroll v starodavnih ruševinah in ga uporabi na vrhu gore Throat of the World, kjer se nauči krika Dragonrend. Ko Alduin znova napade, ga Dragonborn skupaj s Paarthurnaxom premaga, a zmaj pobegne.
Da bi izvedel, kam je Alduin odšel, mora Dragonborn ujeti enega izmed njegovih zaveznikov. Prosi jarla Whiteruna za dovoljenje, da zmaja ujameta v mestu. Če državljanska vojna še ni končana, mora igralec najprej doseči začasno premirje med Imperijem in uporniki, da bi lahko ujeli zmaja v miru. Ko premirje doseže, se Dragonborn vrne v Whiterun in ujame zmaja Odahviinga. Ta mu razkrije, da je Alduin pobegnil v Sovngard, posmrtno življenje Nordov, kjer se hrani z dušami mrtvih. Odahviing igralca odpelje do portala v Sovngard, kjer Dragonborn sreča tri Norde, ki so Alduina prvotno premagali. Skupaj uporabijo Dragonrend in dokončno porazijo Alduina.
Po zmagi se igralec vrne v Tamriel, kjer se glavna zgodba zaključi.